# 莊詵男
莊詵男（1779年2月25日—1834年3月17日，乾隆四十四年正月初十日－道光十四年二月初八日），字子振。江蘇省常州府武進縣（今屬常州市）人，清朝政治人物、詩人。

## 生平
嘉慶五年（1800年）中式庚申恩科江南鄉試舉人。考充景山官學教習。
嘉慶七年（1802年）中式壬戌科會試，殿試位列第三甲第二十名同進士出身。五月初一日，選翰林院庶吉士。
充功臣館協修。散館改知縣。歷任河南南召縣知縣。鞏縣知縣。南陽縣知縣。懷慶府通判。署理光州直隸州知州。誥授奉直大夫。
二十三年（1818年），以南召知縣充任戊寅恩科河南鄉試同考官。卒葬德澤鄉低田村。

## 家庭及關連
莊詵男屬毗陵莊氏第十六世。
- 祖父：莊爟（1722年－1765年），無官職，誥贈奉直大夫河南懷慶府通判。
- 祖母：毛氏，庠生毛永裕之女，贈宜人。
- 父：莊有可（1744年－1822年），改名莊獻可，無官職，誥贈奉直大夫河南懷慶府通判。經學家。
- 母：楊氏，楊安章之女，贈宜人。
- 詵男排行第三，另有二兄、三姊妹：
  - 莊諗男（1766年－1842年），無官職，誥封朝議大夫直隸大名縣知縣，娶邑庠生楊濟恩之女。
  - 莊誾男（1775年－1826年），無官職，娶布政司理問汪幹之女。
  - 姊妹一，適從九品汪贊勳。
  - 姊妹二，適蔣如墉。
  - 姊妹三。

### 妻室
- 正室：楊氏（？年－1860年），邑庠生楊濟恩之女，誥封宜人。咸豐十年常州城破殉難，奉旨旌表。
- 側室：王氏。
- 側室：呂氏。

### 子女
有三子五女。
- 長子：莊迺謙（1816年－1828年），嫡楊氏出，早卒，無嗣。
- 次子：莊迺根，庶呂氏出，早卒，無嗣。
- 嗣子：莊迺洊（1821年－1862年），族兄啟泰次子入嗣。署安徽涇縣縣丞官、代理蒙城縣知縣。娶左氏，乾隆五十八年進士官至湖南巡撫左輔孫女、安徽鳳陽府同知左昂之女。

- 長女，嫡楊氏出，適道光五年舉人教諭金壇于選道。
- 次女，嫡楊氏出，適道光十八年進士官至廣東雷瓊道呂倌孫。
- 三女，庶王氏出，字直隸趙州劉紀平。咸豐十年常州城破殉難，奉旨旌表。
- 四女，庶王氏出，字余汝侃。
- 五女，庶王氏出，適鍾汝成。